# Hans-Joachim Koppe
Hans-Joachim Koppe (* 13. Dezember 1934 in Bunzlau; † 4. September 2013 in Königs Wusterhausen) war Chefredakteur von Zeitungen der CDU in der DDR. Im wiedervereinten Deutschland schrieb der Journalist weiter Beiträge für die Neue Zeit  sowie andere Publikationen. Zuletzt war er Chefredakteur der Köpenicker Seniorenzeitung in Berlin.

## Leben
Koppe wurde als Sohn eines schlesischen Forstmeisters und einer Sängerin geboren. Nach Flucht und Vertreibung wuchs er als einziges Kind der Familie in der SBZ/DDR auf, legte 1952 das Abitur ab, arbeitete vorübergehend als Schlosser und wurde Journalist in der DDR-CDU-Presse.
Seinen Lebenslauf als Schüler verarbeitete der studierte Historiker 1989 in der Tageszeitung Neue Zeit in seinen „Gedanken zum Wochenende“: „Denn wie im Regentropfen sich die Welt spiegelt, so verhält es sich mit der Familiengeschichte: Aus Bruchstücken zusammengesetzt wird sie massenhaft ‚studiert‘ und angeeignet. Denn wen interessierte es nicht, was die Altvorderen erlebten und durchlitten, was sie hinterließen an Wertvollem und auch Irrtümern und wie sie lebten – verantwortlich oder in den Tag hinein.“ Über eine Ortschaft in der Nähe von Bautzen zog die Familie nach Niesky, einer ehemaligen Kolonie der Herrnhuter Brüdergemeine, mit der er zeitlebens verbunden war.
Anfang der 1960er Jahre zog der Journalist mit seiner jungen Familie nach Cottbus. Dort arbeitete er für die regionalen Tageszeitungen der CDU Die Union/Märkische Union als Bezirksredakteur bis er 1969 zum Chefredakteur der CDU-Parteizeitschrift Union teilt mit (Utm) berufen wurde. Zum 15. März 1973 wurde Koppe als Chefredakteur von Utm durch Johannes Straubing (* 1934) abgelöst und gleichzeitig zum stellvertretenden Chefredakteur von Neue Zeit unter dem Chefredakteur Karl-Friedrich Fuchs und damit einhergehend zum Mitglied des Redaktionskollegiums des Zentralorgans der CDU. In dieser Zeit erlangte er an der Universität Leipzig den Abschluss als Journalist nach einem Fernstudium.

### Chefredakteur der ZeitungNeue Zeit
Wolfgang Heyl informierte im Beisein von Johannes Zillig im November 1989, dass Dieter Eberle aus gesundheitlichen Gründen um die Abberufung aus seinen Funktionen als Chefredakteur der Neuen Zeit (NZ) und Mitglied des Sekretariats des Hauptvorstandes gebeten habe. Gleichzeitig wurde Koppe zum amtierenden Chefredakteur ernannt. Von der Belegschaft der Zeitung wurde er in der Folgezeit zum Chefredakteur bei einem Gegenkandidaten gewählt.
Die neue redaktionelle Linie „christlich, demokratisch, sozial“ bestimmte unter seiner Leitung die Ausrichtung der „Zeitung für Deutschland“, wie der Untertitel von Neue Zeit nunmehr lautete und nach Betonung der Unabhängigkeit der in ehemaligen DDR-Zeitung Neue Zeit im Impressum ihren Niederschlag fand.
Nach der friedlichen Revolution in der DDR äußerte sich Koppe 1990 zur bisherigen Zensur in der DDR, die nicht zuletzt die Tageszeitungen betraf: „… die Medienpolitik der SED (sei) einfach ‚durchgestellt‘ worden. Verstöße wurden streng geahndet. Abweichler erhielten Schreib- oder Berufsverbot, mussten Selbstkritik üben oder wurden degradiert und strafversetzt.“ Koppe sorgte während seiner Zeit als NZ-Chefredakteur dafür, dass das Andenken an christlich-demokratische Publizisten, die anspruchsvolle Beiträge Anfang der 1950er Jahre im Kulturteil von Neue Zeit veröffentlichten, nicht verloren ging. Im April 1990 wurde beispielsweise an den Kulturredakteur Hans-Werner Gyßling (1904–1954) erinnert.
Die Geschäftsführung des Deutschen Zeitungsverlages GmbH, dem der Verlag Neue Zeit nach einem Eigentümerwechsel angehörte, verabschiedete Hans Joachim Koppe am 3. September 1990 als Chefredakteur unter Angabe gesundheitlicher Gründe.

### Familie
Seit 1959 war er mit einer Lehrerin für Deutsch und Mathematik verheiratet. Aus der Ehe gingen ein Sohn und eine Tochter hervor.

### Autor
Koppe war Mitglied im Freien Deutschen Autorenverband Berlin e. V., welcher die Interessen von Schreibenden aller Fachrichtungen und Genres vertritt. Verse verfasste er bereits seit seiner Jugendzeit: „Nicht, um ein Dichter zu sein. Ich habe einfach Spaß daran. Mir fällt bei Spaziergängen manchmal eine nette Zeile ein. Daraus entsteht dann ein kleines Gedicht.“
Der Erfolg der Köpenicker Seniorenzeitung, die er nach der deutschen Wiedervereinigung mit aufgebaut und ehrenamtlich geleitet hatte, wurde maßgeblich ihm verdankt.

## Schriften (Auswahl)
- Berliner C[hristlich]-D[emokratische] U[nion] am Scheideweg. Zum Kampf der fortschrittlichen Kräfte des Berliner Landesverbandes der CDU um die demokratische Einheitsfront 1948/1949. Berlin 1967[13]

## Auszeichnungen
- Vaterländischer Verdienstorden in Bronze 1981 als stellvertretender Chefredakteur des Zentralorgans der CDU Neue Zeit[14]
- Otto-Nuschke-Ehrenzeichen in Silber 1973[15]
- Bürgermedaille des Bezirkes Treptow-Köpenick 2006